# Afterlife (serie de televisión)
Afterlife (conocida en España como Las voces de los muertos) es una serie dramática de la televisión Británica, producida por una compañía independiente, Clerkenwell Films para la cadena ITV. Emitida por primera vez en 2005, la serie sigue las actividades de una médium quien parece tener la habilidad de comunicarse con los espíritus. A pesar de ser una producción británica, se emitió en la cadena Nine Network de Australia unas semanas antes que en Reino Unido. En Latinoamérica fue transmitida a principios de 2006 en el antiguo canal People+Arts, mientras que en el caso específico de México, la serie fue transmitida brevemente por el Canal Once

## Descripción general
Los personajes principales de la serie son, Alison Mundy (protagonizado por Lesley Sharp) y el académico que se ve relacionado con ella debido a su interés escéptico hacia lo paranormal, Dr Robert Bridge (Andrew Lincoln). Localizado en Bristol, cada uno de los seis episodios de una hora de la primera temporada muestra a Alison tratando de descubrir por qué un espíritu ha vuelto para atormentar su vida. Robert se ve relacionado en la trama del primer episodio, cuando Alison se muda a Bristol y sus actividades provocan el suicidio de uno de sus estudiantes.
A continuación, Robert decide estudiar a Alison para un libro. El interés de Alison por Robert radica en la habilidad de ver el espíritu de su joven hijo, el cual Robert no puede ver. Un tema recurrente durante la primera temporada es el intento de Alison por concienciar a Robert acerca de la muerte de su hijo para que su espíritu pueda liberarse completamente. En la primera temporada se relata que Alison sufrió un grave accidente de tren varios años antes. Los otros supervivientes del tren la buscan para contactar con sus seres queridos en el episodio final de la primera temporada, causando casi la muerte de Alison. Después, en la segunda temporada, se establece que Alison tenía estos poderes desde que era una niña. El primer 'fantasma' que vio fue su abuelo.

El programa fue creado por el guionista experimentado Stephen Volk, cuya mayor parte de sus anteriores trabajos tenían relación con lo paranormal (Ghostwatch para la BBC One). Volk también escribió cinco de los seis episodios de la primera temporada. El quinto episodio fue escrito por Charlie Fletcher. El productor fue Murray Ferguson, y los directores fueron Maurice Phillips (episodios 1 y 2), Charles Beeson (episodios 3 y 6) y Martyn Friend (episodios 4 y 5).
La segunda temporada fue dirigida por Charles Beeson, Martyn Friend y Ashley Pearce. Los episodios fueron escritos por Stephen Volk, Mark Greig, Guy Burt y Mike Cullen. La música de las dos temporadas fue compuesta por Edmund Butt.
Volk concibió la serie a mediados de los años 90 según la revista SFX, cuando "ITV fugazmente estuvo interesado en la producción de una serie sobrenatural de cosecha propia debido al éxito de Expediente X  en el Reino Unido." La serie permaneció sin realizarse hasta que Clerkenwell Films se interesó, como hizo Lesley Sharp, la actriz que sería la estrella de la serie. "A ella le encantó y realmente increpó duramente a ITV, preguntando cuándo iban autorizar la serie. Tarde o temprano ellos lo harían" contó Volk a SFX.
Tras el éxito de la primera temporada, se autorizó una segunda, comenzando el 16 de septiembre de 2006 para ITV en el Reino Unido. La primera temporada salió en DVD en el Reino Unido, incluyendo comentarios de audio de los actores y equipo. La primera temporada se comenzó a repetir en ITV los domingos a las 9 de la noche a partir del 23 de julio, pero fue retirada rápidamente y movida al canal ITV3 de la televisión digital.

## Críticas recibidas
La revista Radio Times seleccionó el primer episodio como "Today's Choices" (la elección de hoy) en su día de emisión. El crítico de televisión Alison Graham elogió Las voces de los muertos:

"Una serie de misterio sumamente prometedora... tensa y rápida, incluso si usa técnicas para asustar tales como entarimados que crujen, oscuridad, ruidos inexplicables y toques inesperados en el hombro"

En el periódico The Guardian, dos días después de la emisión del mismo episodio, el crítico Rupert Smith también estaba impresionado:

"Lo que parecía ser una hora profundamente deprimente, al instante fue animado por la presencia de Lesley Sharp, quien ha llegado a ser en estos años la mujer favorita de la televisión... Por fin puedo poner mi mano sobre mi corazón y aclamar una serie de drama británica en horario de mayor audiencia. Las voces de los muertos era asustadiza sin ser terrorífica... tomó los mejores bits de Expediente X, Jonathan Creek y, sí, Most Haunted, y la convirtió en una televisión fabulosa."

La respuesta se mantuvo positiva hasta el final de la temporada, con todos los episodios siendo incluidos en el "Today's Choices" de Radio Times. Previsualizando el sexto episodio, Alison Graham fue de nuevo positivo, describiendo la temporada como "Un drama sobrenatural de alta calidad."
Las voces de los muertos también fue un éxito para ITV en términos de cuota de pantalla. El primer episodio tuvo una audiencia de 5.7 millones, el 25% del total de la audiencia del momento, superando en cerca de 2 millones de televidentes al competidor más cercano a la misma hora. El segundo episodio mejoró hasta los 6.2 millones de telespectadores, un 29% de la audiencia y, de nuevo, dos millones más que su competidor más cercano en BBC One. El resto de los episodios de la primera temporada mantuvieron una cuota de unos 5.8 millones, un 28% de audiencia.
En abril de 2007 Las voces de los muertos recibió tres nominaciones en el Festival de Televisión de Monte Carlo 2007. Lesley Sharp fue nominada a la mejor actriz, Andrew Lincoln al mejor actor y Murray Ferguson al mejor productor.
A pesar de los buenos ratios y crítica, ITV decidió no continuar la serie con una tercera temporada.

## Listado de episodios
Temporada 1 (2005):
1. Las apariencias engañan (More than Meets the Eye)
2. Más abajo que los huesos (Lower than Bones)
3. Daniel 1 y Daniel 2 (Daniel One and Two)
4. Desinformación (Misdirection)
5. Durmiendo con la muerte (Sleeping with the Dead)
6. El club de las 7.59 (The 7:59 Club)

Temporada 2 (2006):
1. Flores en la carretera (Roadside Bouquets)
2. El hombre rata (The Rat Man)
3. La nana (Lullaby)
4. Tu mano en la mía (Your Hand in Mine)
5. La bola de espejos (Mirrorball)
6. Las chinches no muerden (Mind the Bugs Don't Bite)
7. Cosas olvidadas (Things Forgotten)
8. Un nombre escrito en el agua (A Name Written in Water)

## Producción
Las grabaciones de la serie comenzaron el 21 de febrero de 2005 y finalizaron el 23 de junio de 2006 con 6 episodios para la primera temporada y 8 para la segunda. 

## Estrellas invitadas
Temporada 1
Adrian Lester, Saskia Reeves, Mark Benton, Rosemary Leach, Nikki Amuka-Bird, Phyllida Law
Temporada 2
David Threlfall, Aidan McCardle, Zoe Telford, Liam Cunningham, Julie Cranham, Claire Rushbrook, Natalia Tena